# Козленко, Павел Ефимович
Павел Ефимович Козленко (род. в 1970 году, Одесса) — общественный деятель, историк, юрист, кандидат философских наук, заслуженный работник культуры Украины (2015), специалист по исследованию Холокоста и еврейского наследия на территории румынской зоны оккупации Украины в годы Второй мировой войны.
Пишет стихи. Директор музея Холокоста — жертв фашизма (Одесса), вице-президент благотворительного фонда «Памяти жертв нацизма» (2011—2022), член Общественного совета Государственного архива Одесской области, избирался членом Общественного Совета при Одесской областной государственной администрации 2-х созывов. Автор книг и выставок по истории Холокоста, участник этнографических экспедиций по бывшим местам компактного проживания евреев на Юге Украины. Член Координационного совета ВААД Украины. Выступает официальным оппонентом на защитах диссертаций, член жюри городского конкурса Департамента науки и образования Одесского горсовета профессионального мастерства учителей «Толерантность — уроки Холокоста». Президент благотворительного фонда «Пам’ять. Гідність. Свобода». Член редколлегии газеты «Доброе дело».

## Биография
Павел Ефимович Козленко родился в 1970 году в Одессе. Внук директора одесской школы, отличника народного образования Украины Александра Яковлевича Козленко. Окончил среднюю школу № 26. После службы в армии окончил Украинскую государственную академию связи им. А. С. Попова. Большая часть семьи погибла в годы Второй мировой войны, родители матери находились в Балтском гетто.
В 2009 году на заседании ученого Совета Южноукраинского государственного педагогического университета им. К. Д. Ушинского защитил кандидатскую диссертацию на тему «Нравственный вектор образования как ценностно-смысловой императив духовного бытия личности».
Окончил с отличием Одесскую национальную юридическую академию. В 2009 году выступил автором концепции музея Холокоста — жертв фашизма (Одесса). При музее был открыт научно-просветительский центр и библиотека.
Посол Израиля в Украине Михаэль Бродский был глубоко впечатлен посещением музея — «Это музей, который сделан от чистого сердца, абсолютно искренне людьми, которые делали это бескорыстно. Я думаю, что такой музей заслуживает лучшего здания в Одессе».
Козленко Павел Ефимович организатор областного конкурса научных работ среди школьников «Пути Холокоста — путь к толерантности», конкурса детского рисунка «Мир и дружба всем нужны», образовательных, культурных и исследовательских программ по истории Украины для воспитания молодежи.
Автор выставок «Холокост в граните», «По другую сторону черты», «Бухенвальдский набат», «Граждане Румынии — праведники народов мира», «Документы периода румынской оккупации Одессы 1941—1944 гг. из фондов Государственного архива Одесской области», «Пережившие ШОА», «Священнослужители и Холокост», «Одесса-Париж-Аушвиц. Доля художника». Литературные зарисовки из старого альбома «Повезло тебе, Чёрное море…». Инициатор установки мемориальной доски и памятного знака жертвам Холокоста в с. Гвоздавка −2 Любашевского района Одесской области, мемориала узникам Балтского гетто и праведникам народов мира в Балте, мемориальных досок Герою Советского Союза генералу Кремеру и полному кавалеру ордена Славы Шапиро. В 2023 году выступил автором и куратором выставки «Культурный геноцид на территории Транснистрии».
Соорганизатор первого в Украине Съезда потомков Праведников народов мира, проходившего 25-26 сентября 2021 года в городе Днепр в самом большом в мире еврейском центре «Менора». Один из организаторов ежегодной научной конференции «Холокост и международное право».
Участник проекта Объединённой еврейской общины Украины по установке памятных знаков на еврейских кладбищах Любашевки, Песчана, Ясиново.
Инициатор проведения акции «Дети Холокоста — детям войны в Донбассе», в рамках которой была оказана помощь детям в приобретении теплых вещей и продуктов.
Участвовал в съемках документального фильма румынского режиссёра Флорина Иепана об оккупации Одессы. В рамках поездки встречался с преподавателями и студентами Бухарестского университета. Также принимал участие в съемках документальных фильмов режиссёра Марины Дубровиной «Истории спасения» (Киев, Украина), Кати Баландин «Маленькая Одесса» (США), израильского режиссёра и документалиста Бориса Мафцира «За Нистру», корейского режиссёра Бреда Кима, фильм Национального телевидения Румынии.
На протяжении многих лет судился с ПАТ «Укртелеком» за здание бывшей Савранской синагоги в Балте. Принял участие в выкупе здания у ПАТ «Укртелеком».
Активно занимается восстановлением Савранской синагоги и создания музея истории евреев. Председатель попечительского совета Балтской иудейской религиозной общины.
Книги Павла Ефимовича Козленко находятся в Библиотеке конгресса США, в Нью-Йоркской публичной библиотеке (США), в библиотеках Мемориального музея Холокоста в Вашингтоне (США) и в Яд-Вашем (Израиль), в Баварской государственной библиотеке (Германия), в Национальной библиотеке Израиля, в Одесской национальной научной библиотеке.
Инициатор выпуска почтовой марки и конверта посвящённого Международному дню памяти жертв Холокоста.

## Награды
- Заслуженный работник культуры Украины (2015)[32]
- Почетная грамота Кабинета министров Украины
- Почётный знак председателя Одесской областной государственной администрации
- Почётный знак Одесского городского головы «Благодарность»
- Грамота Одесского пограничного отряда, грамота Департамента оборонной работы Одесского горсовета
- Почётный знак Одесского городского головы «Трудовая слава»[33]
- Медаль «За жертовність і любов до України» (Православная церковь Украины)
- Почетный знак «За сотрудничество» Одесского областного территориального центра комплектования и социальной поддержки (Областной военкомат)
- Грамота Верховной Рады Украины (январь, 2022 г.)[34]

## Публикации

### Книги
- «Долгая дорога лета…» — Одесса : Друк, 2011 . — 345 с.
- Историко-информационный справочник «География Катастрофы. Часть 1»(2014)
- «Одесса. Документы и свидетельства.1941-1944» — Одесса : «Симэкс-принт», 2015.- 402с.
- «По другую сторону черты : истории спасения» — Одесса : «Симэкс-принт», 2015. — 352 с.
- Монография «Экзистенциальные основания еврейских земледельческих колоний Балтского уезда Подольской губернии» (2017 г.) Одесса «Экология» 190 стр[35].
- Сборник «Герман Пынтя. Торжество справедливости. Моё досье». Одесса, «Феникс» 2019, 257 с[36].
- «Балта-город из моего детства»-Одесса : «Феникс, 2022. — 575 с[37].

### Публикации
Автор более 40 публикаций, среди них:
- Принципы и факты в научной теории / П. Е. Козленко // Новое в науке и практике. — 2005. — № 2 (25). — С. 47—49
- О механизмах обоснования рационализации нормативного содержания образования / П. Е. Козленко // Перспективы. — 2005. — № 4. — С. 40—44.
- Нравственные ценности как системообразующие начала содержания образования» / П. Е. Козленко // Наукове пізнання: методологія та технологія. — 2005. — Вип. 2 (16). — С. 84—87
- Нравственность, как ценностно-смысловой модус образования / П. Е. Козленко // Інновації в технології та методології наукового пізнання: матеріали міжнарод. наук. конф. (Одеса, 26—27 жовтня 2006). — Одеса: ПДПУ ім. К. Д. Ушинського. — С. 68—70.
- Освіта як канал трансляції моральних цінностей : збірник наукових праць :  [укр.] / О. П. Пунченко, П. Е. Козленко ; відп. ред. Я. В. Шрамко. — Кривий Ріг : Видавничий дім, 2007. — Вып. 8. — С. 215—224.
- К 70-летию организации партизанского движения в Балтском районе Одесской области // Народна трибуна. — № 15 (11997). — 2012.
- Его жизнь — это «Оркестровые стили» // Народна трибуна. — 2013.
- Информационные ресурсы общества: сущность, структура, формы представления и роль в общественном развитии (Наукове пізнання: методологія та технологія: Філософія. — 2014. — Вип. 2. — С. 129).
- Чтобы подкова «приносила» удачу, нужно вкалывать как лошадь… Сетевой журнал «Заметки по еврейской истории» № 11—12 (188) ноябрь-декабрь 2015.
- Архитектор мирового класса. — Исторические мидраши Северного Причерноморья. Материалы III международной научно-практической конференции. Том II. — С. 24—259.
- Жизнь и научное наследие Льва Исаевича Айхенвальда. — Исторические мидраши Северного Причерноморья. Материалы IV международной научно-практической конференции. Том II. — С. 111—124.
- Предпосылки образования и история существования еврейской земледельческой колонии Покутино. — Исторические мидраши Северного Причерноморья. Материалы V международной научно-практической конференции. Том I. — С. 154—169.
- Капитан первого ранга. Исторические мидраши Северного Причерноморья. Материалы V международной научно-практической конференции. Том II. — С. 162—172.
- «Георг Лейббрандт и Ванзейская конференция».
- Что общего между городом Тель-Авив и украинским городом Балта? — о жизни и деятельности Менахема Шейнкина.
- «К 130-летию со дня рождения Якова Антоновича Козленко».
- «Савранский Ребе» — сетевой журнал «Заметки по еврейской истории».
- Мать и сын: как Блюма Мошковна своего Аврума двадцать лет искала[38].
- Липа Альтерович Инзлихин — кантор Балтской синагоги[39].